# Michał Kamiński
Pour les articles homonymes, voir Kaminski.
Michał Tomasz Kamiński est un homme politique polonais né le 28 mars 1972 à Varsovie. De 2004 à 2007 et de 2009 à 2014, Michał  Kamiński est député européen, élu sous l'étiquette du parti Droit et justice (Prawo i Sprawiedliwość) dans la circonscription de Varsovie, proche du président Lech Kaczyński. En 2010, il a rejoint le parti La Pologne est le plus important (polonais : Polska jest Najważniejsza), puis en 2014 celui du chef du gouvernement Donald Tusk, la Plateforme civique, dont il porte en 2014 les couleurs sans succès pour être réélu au Parlement européen.

## Carrière politique

### Député européen
De 2004 à 2007 Michał Kamiński, candidat pour le parti Droit et justice (Prawo i Sprawiedliwość), siège au parlement européen pour représenter la circonscription de Varsovie. Il est ensuite élu vice-président du groupe union pour l'Europe des nations. Réélu en 2009, il a rejoint le nouveau groupe Conservateurs et réformistes européens.
Pendant son premier mandat, Michał Kamiński siège à la commission du marché interne et de la protection des consommateurs, est le vice-président de la délégation ACP-UE. Il est suppléant à la commission des Affaires étrangères, et à la délégation chargée des relations avec les pays d'Amérique du Sud.
Au cours de la septième législature (2009-2014), il préside le groupe Conservateurs et réformistes européens jusqu'au 7 mars 2011. Il est membre du bureau du parlement européen. Michał Kamiński est aussi membre de la commission du développement, de la commission des pétitions, de la délégation à l'Assemblée parlementaire euro-latino-américaine et de la délégation pour les relations avec les pays du Mercosur.

### Parcours politique national
En 1999, il visite Londres pour présenter un gorget de relief avec une image de Vierge Marie à l'ancien dictateur chilien le Général Augusto Pinochet.
Le 23 juillet 2007 Michał Kamiński est nommé secrétaire d'État de la chancellerie chargé de la politique envers les médias.
En novembre 2010, il quitte le parti Droit et justice pour rejoindre le nouveau parti La Pologne est le plus important d'aspiration plus libérale.
Après un passage par la Plate-forme civique (PO), il est un des fondateurs de l'association « Démocrates européens » (pl), puis de l'Union des démocrates européens (UED).
Lors des élections législatives de 2019, l’Union des démocrates européens est l’une des composantes de la Coalition polonaise menée par le Parti paysan polonais. Il est alors élu au Sénat, puis à la vice-présidence de celui-ci.